# Raymond Poïvet
Raymond Poïvet est un dessinateur de bande dessinée français, né le 17 juin 1910 au Cateau-Cambrésis (Nord) et mort le 30 août 1999 à Nogent-le-Rotrou (Eure-et-Loir).

## Biographie
Il fait des études d'art et d'architecture à l'École des beaux-arts de Paris et se lance très vite dans le dessin d'illustration et de mode. En 1940, il commence une carrière de dessinateur de bandes dessinées. En 1944 sont publiées dans Le Téméraire, seul périodique de bandes dessinées de l’époque (publication collaborationniste française), quelques planches banales dans quatre numéros (il remplace Auguste Liquois pour continuer la bande dessinée Vers les mondes inconnus). Il passe l'épuration sans difficulté, illustrant durant l'année 1945 des couvertures de petits romans des Éditions Mondiales dans la collection « Histoires du cœur » puis, après la guerre, travaille pour les deux plus grandes revues françaises de bande dessinée, d'obédience communiste, Coq hardi et Vaillant — qui en 1969 deviendra le magazine Pif.
C'est précisément en décembre 1945 dans Vaillant que Poïvet crée les premières bandes dessinées françaises de science-fiction d'après guerre : Les Pionniers de l'Espérance, sur des scénarios de Roger Lécureux, alors âgé de 22 ans et dont c'est le premier scénario véritablement élaboré (la même année, le pendant de la série dans Coq Hardi devient la Guerre à la Terre, d'Auguste Liquois — puis Dut — et Marijac, jusqu'en 1948). Rapidement, cette série culte — dont la longévité est remarquable, puisqu'elle durera jusqu'en 1973 — est reconnue comme un modèle par la profession, au même titre que celles des grands dessinateurs américains comme Hal Foster, Milton Caniff ou Alex Raymond. Pourtant, en 1973, Poïvet est brutalement « remercié » par l'éditeur Vaillant, sans aucune explication.
En 1947, Raymond Poivet a publié, en italien et dans la revue italienne Il Moschettiere, un récit en plusieurs épisodes dont le titre est: I Pionieri della Speranza (Les Pionniers de l'Espérance) du no 21 au no 24 de la revue Il Moschettiere (1947).
En 1947, Raymond Poivet a publié, en italien et dans la revue italienne Il Pioniere dei Ragazzi, un récit en plusieurs épisodes dont le titre est : I Pionieri della Speranza (Les Pionniers de l'Espérance) du no 25 au no 35 de la revue Il Pioniere dei Ragazzi (1947).
En 1948, Raymond Poivet a publié, en italien et dans la revue italienne Noi Ragazzi, un récit en plusieurs épisodes dont le titre est : I Pionieri della Speranza (Les Pionniers de l'Espérance) du no 1 au no 49 de la revue Noi Ragazzi (1948).
En 1948, Raymond Poivet a publié, en italien et dans la revue italienne Pioniere Noi Donne, un récit en plusieurs épisodes dont le titre est :
I Pionieri della Speranza (Les Pionniers de l'Espérance) du no 11 au no 28 de la revue Pioniere Noi Donne (1968).
Raymond Poïvet dessine également d'autres bandes pour différents magazines : Colonel X dans le Coq hardi, Le Sous-marin pirate dans Robin l'Écureuil (1946). De juillet à novembre 1945, il illustre une adaptation inachevée de Robin des Bois dans les numéros 5 à 14 de l'éphémère bimensuel Robin l'Écureuil, Mam'zelle Minouche dans L'Humanité (scénario de Roger Lécureux), et Guy Lebleu ou Mark Trent voyage dans le temps dans Pilote, hebdomadaire aux tous débuts duquel il participe.
En 1964-1965, il dessine dans les neuf premiers numéros de l'hebdomadaire Chouchou la série fantastique P'tit Gus et ses Mystères écrite par Remo Forlani ; interrompue par le comité de rédaction, la série n'est jamais achevée, malgré ses qualités.
Il fonde un atelier 10, rue des Pyramides à Paris (« L'Atelier 63 » ou « Studio Trèfle »), lieu de discussions et d'échanges, où l'on verra se presser de jeunes dessinateurs devenus célèbres : Uderzo, Forest, Mandryka, Druillet, Gigi (le futur Président du Prix R. Poïvet), Roland Garel, Jean Le Moing, créateur de la mascotte Malabar.
Vers la fin de sa vie, il préfère se consacrer au dessin au feutre, au fusain ou à la gouache et explorer les grandes figures de la mythologie. À la fin des années 1980, Poïvet et Rodolphe préparent un album sur le mythe de Faust en bande dessinée. L'éditeur ayant fait faillite, le projet est abandonné mais, en 2007, il est retrouvé, publié et fait l'objet d'une exposition au festival Quai des bulles.
Depuis sa mort, son œuvre fait régulièrement l'objet d'expositions, dans les divers salons de bande dessinée organisés en France.
2005 voit l'inauguration d'un square à son nom au Cateau-Cambrésis, son lieu de naissance.

### Le prix Raymond-Poïvet
- 1998 : Albert Uderzo
- 1999 : Cabu
- 2000 : Angelo Di Marco
- 2001 : Marcel Gotlib
- 2002 : Régis Loisel
- 2003 : René Pétillon
- 2004 : Robert Bressy
- 2008 : André Chéret

## Publications(RC: récits complets)
- Christophe Colomb (1941) (L'Aventureux ; éd. Mondiales)
- Napoléon (1941) (L'Audacieux)
- Robinson Crusoë (1941) (Grandes Aventures)
- Sans le Sou (1943) (Belles Aventures)
- Vers des Mondes Inconnus (1944) (Le Téméraire)
- Le Sous-Marin Pirate (1945) (éd. Mondiales) (RC)
- L'Or de l'Antarctique (1945) (éd. Mondiales) (RC)
- L'Attaque du Barrage (1945) (éd. Mondiales) (RC)
- Un Voyage Mouvementé (1946) (Belles Aventures éd. Mondiales) (RC)
- Leclerc l'Africain (1946) (Le Conquérant)
- Les Aventures de Marc Reynes (1946 à 1949) (O.K. magazine)
- Rouge et Or (1949) (Vaillant)
- Les Fugitifs (1947) (O.K. magazine)
- Les Aventures de Kid (1948 à 1949) (Kid Magazine)
- King Kong (1948) (King Kong)
- Tumak, Fils de la Jungle (1948 à 1949) (L'Intrépide ; tiré du film)
- 20e Latitude Sud (1949 à 1950) (Vaillant)
- L'amiral Courbet (1950) (L'Intrépide)
- Salammbô (1950) (Vaillant)
- Les Diamants de l'Oural (1951) (Vaillant)
- Mateo Falcone (1952) (Tintin)
- Il y a 50000 ans (1954 à 1955) (Vaillant)
- De 1954 à 1957, Poïvet délaisse la bande dessinée, uniquement pour des illustrations de presse (Nous Deux (avec deux adaptations : La Reine Margot, et Marion Delorme), Intimité, Femme d'Aujourd'hui, La Vie en Fleur… essentiellement aux éditions Del Duca)
- Fulgur : première voiture de rêve française (1958 - Tintin)
- Les Aventures de l'agent "P.60" (1959 - Commande publicitaire de Simca France, série publiée dans Tintin)
- Taï Peh (1959 - La Tribune de Genève)
- Voyage dans le Temps (Mark Trent) (1959 à 1960 - Journal de Pilote)
- Super pilote Fangio (1960 - Journal de Pilote) (histoire verticale)
- Youri Gagarine (1961 - Vaillant) (RC)
- Mam'zelle Minouche (1961 à 1964 - L'Humanité)
- P'tit Gus (1964) (Chouchou)
- Les Pirates de la nuit (1964 à 1965 - Pilote; histoire Guy Lebleu non reprise en album)
- 15 Milliards de diamants (1966 à 1967 - Pilote; histoire Guy Lebleu non reprise en album)
- Meudon : les essais (camions UNIC) (1966 - Pilote) (RC)
- Les Chevaliers du Cosmos (1967 - Vaillant) (RC)
- Jacques Anquetil (1967 - Vaillant) (RC)
- Lénine et la Grande Révolution (1967 - Vaillant) (RC)

- 1969 : La Première Campagne (publicité Total, scénario Pierre Christin (Linus))
- 1971 : Est-ce la fin ? (ou Allô ! Nous avons retrouvé M.I.X. 315 ! Il est vivant. Nous allons le sauver !!) - Comics 130 no 5 (RC)[5]
- 1973 : Le 134 ne répond plus - Curiosity magazine no 4 (RC)
- 1975 : Tiriel - Héritier d'un monde, éd. Fernand Nathan (scén. Jean-Pierre Dionnet) (prépubliée dans le mensuel Lucky Luke)
- 1976 : Néfertari - L'Écho des savanes no 23 (RC)
- 1976 : Guy Lebleu, éd. Glénat, coll. bdcouvertes (récits de Pilote, de 1961 à 1967):
  - Allo D.M.A. (t.1)
  - La Cité secrète de la Mort (t.2, contient L'Organisation XXX, Mort en tous genres, et La Cité secrète de la mort)
- 1976 à 1978: coll. Histoire de France en bandes dessinées (Larousse - FR3) (RC)
  - La ruée des Huns - Attila - no 2 - 1976
  - Montjoie ! Saint Denis ! - Les Louis de France - no 6 - 1977
  - Philippe le Bel, roi de fer - no 7 - 1977
  - Au siècle des Lumières - Le règne de Louis XV - no 14 - 1977
  - Louis-Napoléon Bonaparte - Le second Empire - no 19 - 1978
- 1977 : Colonel X - tome 2, éd. Glénat, coll. BDpoche (scén. Marijac) (prépublié dans Coq Hardi de 1947 à 1949; le premier tome a pour dessinateur Noël Gloesner en 1946)
- 1978 : L'Échiqier cubique, éd. Glénat, coll. Circus - Les grands auteurs de la bande dessinée
- 1981 : Histoire de la Chine (Larousse BD) (Les Leçons de Maître Kong, Un Pèlerinage sous les T'ang, Les Ts'ing Souverains Mandchous)
- 1982 : Tiriel - Héritier d'un monde, éd. Humanoïdes associés, coll. Métal hurlant (scén. Jean-Pierre Dionnet) (rééd.)
- 1982 : Retour à Golgonooza, Métal Hurlant no 79 à 82 (tome 2 de Tiriel - inachevé)
- 1983 à 1984 : La Bible (Larousse BD) (Isaac et Jacob, Osée : la Tendresse de Dieu, Daniel le Visionnaire, Tobie, Les Visions de Jean, La Chevalerie)
- 1985 : Opus 4, éd. Artefact, coll. Artefact aventures
- 1985 : La Flûte enchantée, éd. RTL édition (adaptation Marc David, couleurs de Marie-Paule Alluard)
- 1985 : Faust, éd. du Seuil en 2007 (scénario Rodolphe)
- 1987 : Le Voyage de l'Obélisque (Okapi)
- 1989 : Buffon (Okapi)
- 1989 : Les Derniers Jours de Pompéi (Okapi)
- 1990 : Raymond Poïvet, éd. Futuropolis, coll. 30/40 (recueil : Rouge et Or; 20e Latitude Sud; Lénine)
- 1990 : R.Poïvet - Dessins de la collection Philippe Lefevre- Annita Vakana (1000 ex. - Paris)
- 1992 : Coffret Mam'zelle Minouche, éd. Pressibus (1er tirage 85 ex. ; 2e tirage 40 ex.) (récits dans L'Humanité de 1961 à 1964):
  - Tome 1 : récits 1, 4, 6, 10 (1991), coll. Les albums Pressibus no 2
  - Tome 2 : récits 2, 7, 11, 15, 16 (1992), coll. Les albums Pressibus no 4
- 1992 : Raymond Poïvet, éditions Européennes (compilation par les dessinateurs de L'Atelier 63, créé à Paris par Poïvet)
- 1993 : Marc Trent, dans Hop !, no 55 à 61 (récit de 1960 ; reprise de Voyage dans le Temps)

### Les Pionniers de l'Espérance
1945 à 1969 dans Vaillant ; 1969 à 1973 dans Pif. 81 histoires pour 1971 planches, durant 28 années. Au total, 51 histoires — plus de la moitié — de cette série mythique n'ont jamais été reprises en albums.
Parutions succédant aux 1res publications en magazines :
- 1947 - Vers l'Ourang mystérieux, coll. Les Albums Vaillant, éd. Vaillant
- 1960 - La Cité de Bangra, dans le bimensuel Satellite Images (dérivé de la revue SF Satellite), no 1 à 4, éd. Scientifiques et Littéraires
- 1960 à 1962 - coll. Les Grandes Aventures, éd. Vaillant
  - no 4 : Kataraz la maudite (1960)
  - no 8 : Aquatide la cité des ondes (1961)
  - no 12 : Le jardin fantastique (1961)
  - no 13 : C'était il y a 50 000 ans ; 20° latitude sud ; Rouge et or (1961) (seule la 1re histoire avec les Pionniers[6])
  - no 16 : On a volé les plans du satellite artificiel ! (1962)
  - no 18 : Radias, la Planète aux 1000 secrets (1962)
- 1967 - Phénix no 3 et 4 Les Forbans de l'Espace
- 1968 - Le jardin fantastique (suivi de Le désert blanc), coll. Images et aventures, no 10, éd. Vaillant (imprimé en Roumanie)
- 1971 - Ran tan plan no 23 et 24 Inaccessible 7
- 1974 - Ran tan plan no 32, 33, 34 et 35 Le professeur Marvel a disparu
- 1974 - Les pionniers de l'espérance contre les robots, éd. du kangourou
- 1979 - Le jardin fantastique, éd du fromage
- 1979 - La cité des ondes, éd. du fromage
- Les Pionniers de l'Espérance (recueils):
  - 1984 à 1989 - éd. Futuropolis, coll. Copyright:
    - Tome 1 : Vers l'Ourang Mystérieux ; La cité de Bangra (1945 à 1946) (1984)
    - Tome 2 : Le Désert Blanc ; Kataraz la Maudite ; Cinq Cent Mille Ans Avant[6] (1947 à 1949) (1984)
    - Tome 3 : La Cité des Ondes ; Le Secret de Jacques Ferrand ; Le Professeur Marvel a Disparu (1950 à 1952) (1984)
    - Tome 4 : Le Jardin Fantastique ; Caluda (1953 à 1956) (1988)
    - Tome 5 : Échec aux Zions ; Inaccessible 7 (1957 à 1960) (1989)

  - 1994 - éd. Soleil Productions (début des récits complets):
    - Tome 6 : Il n'est Jamais Trop Tard ; L'Otage des Profondeurs ; La Première Fugue ; La Terre Sautera ce Soir ! ; Les Buveurs de Mers ; Les Prisonniers du Temps ; Le Paradis du Professeur Danvers ; Les naufragés de l'Espace (1965 à 1966) (1994)
    - Tome 7 : Le Cas du Docteur Kitt ; Quatre moins deux égale un ; Les Mirages d'Or ; Destination Infini; L'Étrange Fin du Capitaine Jork ; Une Chaude Affaire ; La Conquête silencieuse ; L'Invulnérable X (1966 à 1967) (1994)
    - Tome 8 : prévu en 1995, mais non publié. Devait comporter Les Compagnons de Nibor et Les Forbans de l'Espace (1960 à 1963 - fin des récits à feuilleton hebdomadaire)
- 2004 - La dernière sépulture, dans Bang ! no 7 (le dernier épisode de la série)
- 2005 - Les Hommes aux Yeux d'Or, éd. Glénat (ou Caluda, de 1957 à 1958 ; + Dossier Poïvet)

## Récompenses reçues
- 1970 : Grand prix Phénix pour sa série des Pionniers de l'Espérance.
- 1990 : Prix spécial du jury du Festival d'Angoulême pour l'ensemble de son œuvre.

### Anecdotes
- La 1re maquette du vaisseau spatial des Pionniers, sculptée dans un petit morceau de bois en 1945, était peinte d'une Croix de Lorraine et de l'indication France Lorraine… la dernière par contre était entièrement démontable, chacune de ses parties ayant une fonction parfaitement définie par le dessinateur.
- Pour décrire Le Jardin fantastique en 1951, l'auteur et son fils ont tout simplement parcouru le jardin familial… avec un cystoscope rigide.
- Le récit complet La Mousse Verte en 1970 est inspiré du film Danger planétaire de 1958, avec Steve McQueen.

### Documentation
- 1957 - Vaillant no 638 Qui es-tu Poïvet ?
- 1968 - Vaillant no 1188 Tarzan a rencontré les Pionniers de l'Espérance
- 1968 - Vaillant no 1199 Les Pionniers à l'honneur
- 1970 - Pif Gadget no 47 article rédactionnel: Le Grand Prix Phénix de la bande dessinée aux pionniers de l’espérance
- 1971 - Comics 130 no 5 (interview)
- 1971 - Ran tan plan no 23, 24 et 28 (étude)
- 1976 - Circus no 8 (dossier A la découverte de… par Henri Filippini)
- 1976 - Haga no 20/21 (interview, pour le Dossier Coq Hardi)
- 1977 - Schtroumpf - Les Cahiers de la Bande Dessinée no 33 (dossier) (interview reprise dans Portraits à la Plume et au Pinceau, par Numa Sadoul, coll. b.documents no 1, éd. Glénat, 1977)
- 1978 - Trésadenn - Fanzine tentaculaire no 11 (interview)
- 1978 - L'Hebdo de la BD no 53 (petit dossier)
- 1978 - Histoire du journal et des éditions Vaillant, éd. Glénat, Henri Philippini
- 1991 - Catalogue Raymond Poïvet, le pionnier des espérances, éd. CNBDI d'Angoulême, pour l'exposition du même nom au XVIIe festival BD de la ville
- 1991 - L'hebdo de la BD no 7 (interview)
- Raymond Poïvet, Éditions européennes, 1992.
- 1993 - Hop ! no 55 (étude)
- 1999 - Le Collectionneur de bandes dessinées no 90 (dossier interview de Roger Lécureux)
- 1999 - Hop ! no 84 (étude)
- 2003 - Pif Gadget: la véritable histoire, des origines à 1973, Richard Medioni, éd. Vaillant Collector: Les Pionniers de l'Espérance p. 68
- 2004 - Bang ! no 7 (étude La ligne inachevée)
- 2006 - Vaillant, 1942-1969, la véritable histoire d'un journal mythique, Hervé Cultru, éd. Vaillant Collector.
- 2011 - Hop ! no 130 (Rétrospective Raymond Poïvet: interview et bibliographie)
- Patrick Gaumer, « Poïvet, Raymond », dans Dictionnaire mondial de la BD, Larousse, 2010 (ISBN 978-2035843319), p. 686-687.

### Documents vidéo
- Raymond Poïvet - Croquis d'un Artiste, réalisateur Marc Rouchairoles, association Heure exquise !, avec des interviews d'Albert Uderzo, Robert Gigi et Dominique Poïvet, 2003 (26 min)